# Carlo Rainaldi
Carlo Rainaldi (Rome, 4 mei 1611 – aldaar, 8 februari 1691) was een Italiaans architect uit de barok.

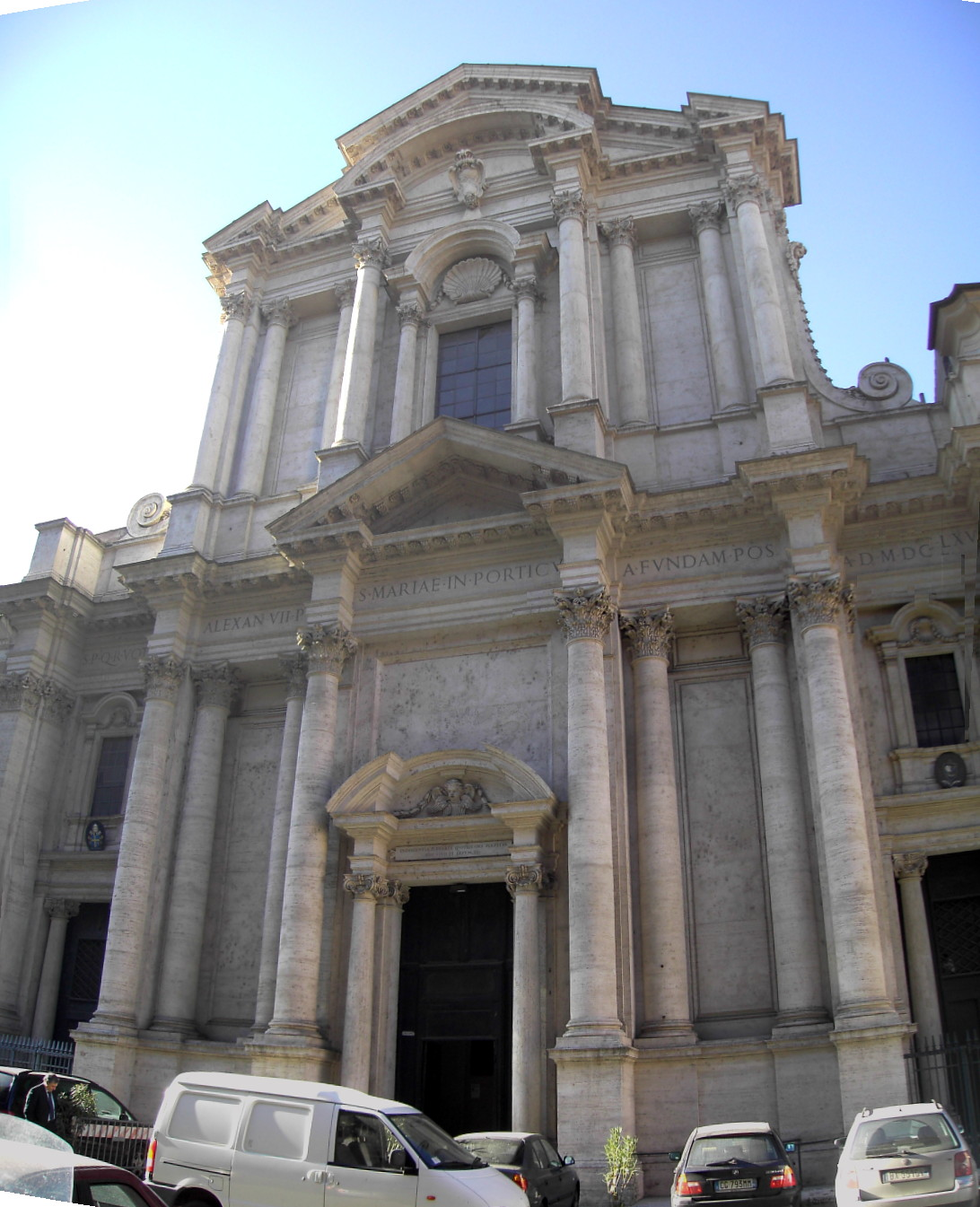
De Santa Maria-kerk in Portico in Campitelli, ontworpen door Rainaldi

Rainaldi was een van de belangrijkste Romeinse architecten uit de 17e eeuw. In het begin van zijn carrière werkte hij voornamelijk samen met zijn vader, Girolamo Rainaldi, die het maniërisme in Rome had geïntroduceerd. Na de dood van zijn vader legde Carlo zich volledig toe op de monumentale barokke stijl. Hij kreeg veel invloed toen de pauselijke Barberini-familie van Paus Urbanus VIII opgevolgd werd door de strengere Pamphili-familie, van Paus Innocentius X. Van zijn werk zijn de voorgevel van Sant'Andrea della Valle (1661-65), de bijna identieke kerken Santa Maria dei Miracoli en Santa Maria in Montesanto, en Santa Maria in Campitelli (1663-67), het bekendst. Hij ontwierp ook de Santa Maria del Suffragio in Rome.
Behalve zijn architecturale werk, ontwierp Rainaldi ook decors voor religieuze evenementen. In 1650 ontwierp hij bijvoorbeeld de decorstukken voor de Quarant'ore, (de 40-uren toewijding), die gehouden werd in de kerk van Il Gesù. In 1665 ontwierp hij een rouwpodium voor Filips IV van Spanje. Rainaldi stierf in Rome.
- Biblioteca Nacional de España: XX4974458
- Bibliothèque nationale de France: cb149258828 (data)
- Gemeinsame Normdatei: 118787764
- International Standard Name Identifier: 0000 0000 7819 6710
- KulturNav: 31ea33f1-4e25-4ec8-a923-951a807a8fa5
- Library of Congress Control Number: n98065833
- Nationale Bibliotheek van Tsjechië: mzk2009532700
- Nationale Bibliotheek van Israël: 987007457657705171
- RKD-Nederlands Instituut voor Kunstgeschiedenis: 119385
- Istituto Centrale per il Catalogo Unico: MUSV054062
- SNAC: w6797jqs
- Système universitaire de documentation: 167038087
- Trove: 1088986
- Union List of Artist Names: 500008257
- Virtual International Authority File: 93398963
- WorldCat: E39PBJtXbG9pHHkWVJf3vDTvHC